# Lijst van voetbalinterlands Noorwegen - Slowakije
Deze lijst van voetbalinterlands is een overzicht van alle officiële voetbalwedstrijden tussen de nationale teams van Noorwegen en Slowakije. De landen speelden tot op heden vijf keer tegen elkaar. De eerste ontmoeting, een vriendschappelijke wedstrijd, werd gespeeld in Oslo op 27 mei 2000. Het laatste duel, eveneens een vriendschappelijke wedstrijd, vond plaats op 26 maart 2024 in de Noorse hoofdstad.

## Wedstrijden
| № | Plaats | Datum            | Competitie        | Wedstrijd             | Uitslag |
| - | ------ | ---------------- | ----------------- | --------------------- | ------- |
| 1 | Oslo   | 27 mei 2000      | Vriendschappelijk | Noorwegen – Slowakije | 2 – 0   |
| 2 | Zilina | 3 maart 2010     | Vriendschappelijk | Slowakije – Noorwegen | 0 – 1   |
| 3 | Trnava | 14 november 2017 | Vriendschappelijk | Slowakije – Noorwegen | 1 − 0   |
| 4 | Oslo   | 25 maart 2022    | Vriendschappelijk | Noorwegen − Slowakije | 2 − 0   |
| 5 | Oslo   | 26 maart 2024    | Vriendschappelijk | Noorwegen − Slowakije | 1 − 1   |

## Samenvatting
| Competitie        | Totaal gespeeld | Winst Noorwegen | Gelijk | Winst Slowakije | Doelsaldo Noorwegen – Slowakije |
| ----------------- | --------------- | --------------- | ------ | --------------- | ------------------------------- |
| Vriendschappelijk | 5               | 3               | 1      | 1               | 6 − 2                           |
| Totaal            | 5               | 3               | 1      | 1               | 6 − 2                           |

## Details

### Eerste ontmoeting
| Vriendschappelijk (Oslo, Noorwegen, 27 mei 2000): |              | |
| Noorwegen | 2 – 0        | Slowakije |
| Ole Gunnar Solskjær 21' (pen.) Steffen Iversen 85' | goals        | |
| Nils Johan Semb | bondscoach   | Jozef Adamec |
| Thomas Myhre 46' Vegard Heggem 66' Henning Berg Bjørn Otto Bragstad André Bergdølmo Ole Gunnar Solskjær Erik Mykland 66' Ståle Solbakken 90' Eirik Bakke 58' John Carew 77' Tore André Flo | opstellingen | Kamil Susko Miroslav Karhan Jozef Valachovič Milan Timko Vladimír Leitner 90' Samuel Slovák 85' Peter Dzúrik Peter Dubovský 33' Ľubomír Moravčík 62' Vladimír Kožuch Stanislav Varga |
| Frode Olsen 46' Vidar Riseth 46' Roar Strand 58' Vidar Riseth 66' Steffen Iversen 66' John Arne Riise 77' Kjetil Rekdal 90'                                                                | wissels      | 33' Marek Ujlaky 72' Martin Fabuš 85' Peter Németh 90' Attila Pinte |
| Bjørn Otto Bragstad 24' Eirik Bakke 25' | gele kaarten | 45' Peter Dubovský 62' Vladimír Kožuch |

### Tweede ontmoeting
| Vriendschappelijk (Zilina, Slowakije, 3 maart 2010): |              | |
| Slowakije | 0 – 1        | Noorwegen |
| | goals        | 67' Morten Moldskred |
| Vladimír Weiss | bondscoach   | Egil Olsen |
| Ján Mucha Peter Pekarík 84' Zdeno Štrba 74' Ján Ďurica Radoslav Zabavník Miroslav Karhan Erik Jendrišek Marek Sapara 71' Marek Hamšík 84' Vladimír Weiss 77' Róbert Vittek 61' | opstellingen | Jon Knudsen Tom Høgli Kjetil Wæhler 74' Brede Hangeland John Arne Riise 85' Morten Moldskred 62' Bjørn Helge Riise Henning Hauger 90' Christian Grindheim Morten Gamst Pedersen 87' Daniel Braaten |
| Filip Hološko 61' Miroslav Stoch 71' Kamil Kopúnek 74' Dušan Švento 77' Ján Kozák 84' Martin Petráš 84'                                                                        | wissels      | 62' Per Ciljan Skjelbred 74' Vadim Demidov 85' Espen Ruud 87' Erik Huseklepp 90' Alexander Tettey                                                                                                  |
| | gele kaarten | 58' Bjørn Helge Riise |